# Arenaria ferruginea
Arenaria ferruginea là loài thực vật có hoa thuộc họ Cẩm chướng. Loài này được Duthie ex F.N.Williams mô tả khoa học đầu tiên năm 1898.